# Лумпхат
Лумпхат (кхмер. កលំផាត់) — місто у Камбоджі, провінція Ратанакірі.

## Географія
Лумпхат розташований на північному сході країни, лежить на річці Срепок (англ. Tônlé Srêpôk).

### Клімат
Місто знаходиться у зоні, котра характеризується кліматом тропічних саван. Найтепліший місяць — квітень із середньою температурою 28.7 °C (83.7 °F). Найхолодніший місяць — січень, із середньою температурою 23.6 °С (74.5 °F).
| Клімат Лумпхата         | Клімат Лумпхата | Клімат Лумпхата | Клімат Лумпхата | Клімат Лумпхата | Клімат Лумпхата | Клімат Лумпхата | Клімат Лумпхата | Клімат Лумпхата | Клімат Лумпхата | Клімат Лумпхата | Клімат Лумпхата | Клімат Лумпхата | Клімат Лумпхата |
| Показник                | Січ.            | Лют.            | Бер.            | Квіт.           | Трав.           | Черв.           | Лип.            | Серп.           | Вер.            | Жовт.           | Лист.           | Груд.           | Рік             |
| Середня температура, °C | 23,6            | 25,4            | 27,4            | 28,7            | 28              | 27,4            | 26,9            | 26,9            | 26,5            | 26              | 25              | 23,6            | 26,3            |
| Норма опадів, мм        | 9.5             | 10.1            | 23.3            | 67.3            | 178.9           | 244.8           | 280.2           | 294.5           | 298.6           | 233.7           | 124.6           | 41.7            | 1807.2          |
| Днів з опадами          | 3,3             | 2,8             | 3,9             | 7,8             | 15,4            | 20              | 20,5            | 22,9            | 19,2            | 16,4            | 7,6             | 5               | 144,8           |
| Вологість повітря, %    | 73              | 68.4            | 66.8            | 69.4            | 77.5            | 79.6            | 78.7            | 79.8            | 83.8            | 83.7            | 81.7            | 78.2            | 76.7            |
| ----------------------- | --------------- | --------------- | --------------- | --------------- | --------------- | --------------- | --------------- | --------------- | --------------- | --------------- | --------------- | --------------- | --------------- |
| Джерело: Weatherbase    |                 |                 |                 |                 |                 |                 |                 |                 |                 |                 |                 |                 |                 |